# Septoria platanifolia
Septoria platanifolia è una specie di fungo ascomicete della famiglia delle Mycosphaerellaceae. Parassita, causa la septoriosi delle piante di platano.